# 449 Гамбурга

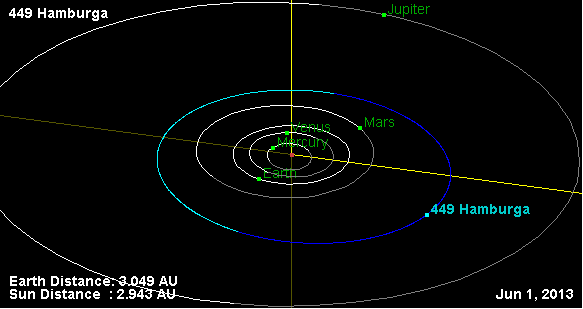
Орбіта об'єкта

449 Гамбурга (449 Hamburga) — астероїд головного поясу, відкритий 31 жовтня 1899 року у Гейдельберзі.